# Total Productive Management
Total Productive Management (TPM) ist ein Konzept aus dem Qualitätsmanagement und hat seinen Ursprung im Total Productive Maintenance. Die übergeordneten Ziele sind die Erhöhung der Gesamtanlageneffektivität, die Minimierung von Verlusten, Integration von Mitarbeitern und die Vermeidung von „Doppelarbeit“.
Zusammengefasst will TPM die Optimierung der Anlageneffizienz und in erster Linie damit Schutz vor ungeplanten Ausfällen.
Da TPM aufgrund der steigenden Automatisierung mehr und mehr an Bedeutung zunimmt, wird dieses Verbesserungsprogramm weiter verfeinert und findet zunehmend Anwendung. 